# カウボーイ (スーパーマーケット)
カウボーイ（英:CowBoy）は、株式会社ナカノフーズが展開するスーパーマーケット。本項目は、前身となる初代法人株式会社カウボーイ（英称:CowBoy Co., Ltd.）も記述する。

## 概要
1973年（昭和48年）10月25日に中野晃が資本金200万円で株式会社カネイチを設立し、その後1979年に土日限定の食料品専門店の1号店「カウボーイ伏古店」を開業した。開業後に会社名を株式会社カウボーイに変更した。店名はアメリカ流のショッピングセンターをイメージした店舗を目指し、単なる形にはまった店舗ではなく、「型破りな怖い物知らず」、「日々挑戦者」をイメージした。
開業当初は肉類に特化して廉売を行ったが、魚屋や八百屋から店内の一部を用いる形での出店を依頼されて複数業種の寄り合いによる専門店街に発展した。土日のみ営業の食料品専門店であったが、のちに毎日営業して酒・電気製品・衣料品・スポーツ用品・洋服を取り扱い、酒、米、ガソリンなどの廉売攻勢で集客に成功した。
1990年代にモール型店舗の開発を開始した当時は、モール型店舗の草分けとされた。開発資金はメインバンクの北海道拓殖銀行が不動産を担保として積極的に融資した。

### 経営悪化
1997年11月15日に北海道拓殖銀行、1998年10月28日に日本長期信用銀行、メインバンクであったそれぞれが相次いで経営破綻して経営に悪影響した。
2000年にイオンやイトーヨーカドーなど大手スーパーが北海道に攻勢し、カウボーイはスーパー事業の他にスーパー銭湯、割烹温泉、ガソリンスタンド、パークゴルフ場、スーパーでは前例がない葬祭業などを手掛けてカウボーイの敷地内に出店し、大手スーパーと差別化を図った。
2001年にアルコール系自動車燃料の廉売を試みるがガソリンとほぼ同等の課税対象となり撤退した。牛海綿状脳症（BSE）問題では食肉部門が大打撃を受ける。2004年に上越店内で「割烹温泉 上越の湯」を開業させたが新潟県中越地震で悪影響を受ける。
小型スーパー事業で、ニチメンやサンドラッグと提携し、買収したドリームハウスとデイリーカウボーイを入店させたミニ複合施設の展開や、東京など首都圏へ進出を企てるなど積極策に出るも、銀行融資が不動産担保重視から収益性重視へ変容して資金調達に困窮し、2001年9月期に684億円あった連結売上高が2006年9月期に492億円へ急落した。
2006年12月、ゴールドマンサックス証券とスパークス証券の支援で経営再建が決まり、創業者の中野は全ての職を辞任した。関連子会社の清算及び譲渡、不採算店舗の閉鎖等を行い、順調に事が進むと思われたが、2008年3月にリーマン・ショックが発生し、経営再建に悪影響が及んだ。同年7月に福岡県発祥の大手スーパートライアルカンパニーがゴールドマン・サックス証券が所持していた発行済み株式の30パーセント弱を譲り受け、カウボーイはトライアルと業務提携した。同年9月から「カウボーイ」から「トライアル」に屋号を変更したが、食品関連はカウボーイが調達した。
その後、2010年1月21日にカウボーイはトライアルに吸収合併され、解散した。

### ナカノフーズ時代

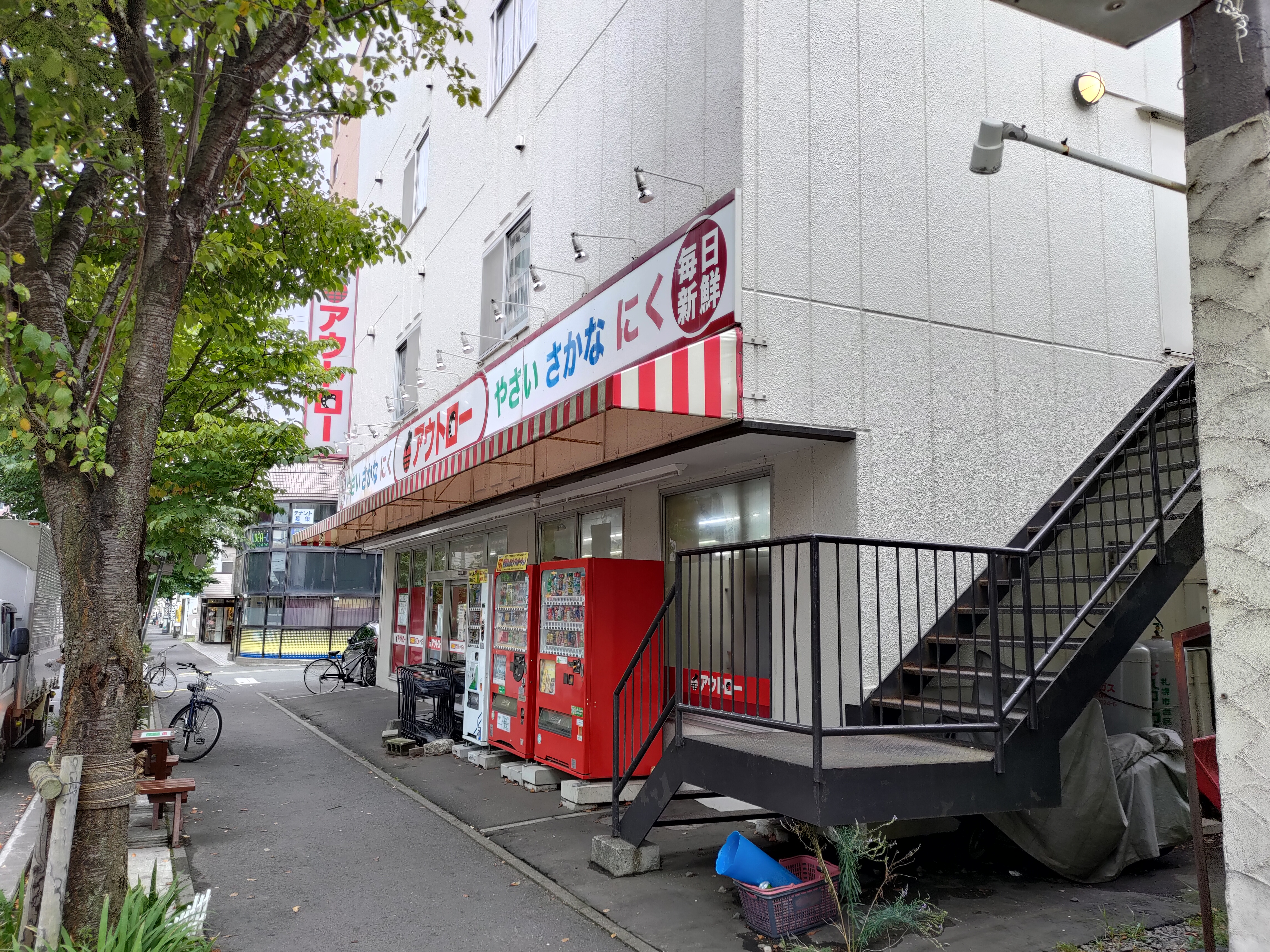
アウトロー本郷店（現・カウボーイ本郷店、2022年9月）

カウボーイの社長を退任した中野は、祖業の業務用食肉卸売部門を存続すべく2007年に食肉加工会社「ナカノフーズ」を設立した。2008年に原点回帰する形でディスカウントショップ「アウトロー」を札幌市内で展開し、金土日限定で営業。一時は3店舗を展開したが、2013年10月に米里店、同年12月に一号店である篠路店をそれぞれ閉店し、2014年以降は本郷店のみの営業となった（その後後述の通り、本郷店は2022年12月にカウボーイに転換している）。一時はネットスーパーも展開していたが撤退し、EC関連では2020年に楽天市場で食肉加工品の販売を開始した。
2021年7月、同社が8月に札幌市清田区にカウボーイの屋号としては約13年ぶりに新規出店すると報じられた。惣菜・鮮魚・製茶・パン・製麺など食品会社18社がテナント出店し、売上の15%を徴収、家賃・敷金は徴収しない形で運営し、ナカノフーズも精肉店を出店するとした。なお旧カウボーイ時代とは異なり、トライアルカンパニーとの資本関係はない。小売業への再進出は新型コロナウイルスの流行に伴う食肉卸部門の得意先飲食店の閉店休業により売上が半減するといった経営悪化を背景に、外食市場への依存からの脱却と在庫の解消を目的としており、当初年商10億円を目標とした。

## 沿革

### 初代法人
- 1968年（昭和43年） - 中野晃の下で創業。
- 1973年（昭和48年）10月25日 - 200万円で株式会社カネイチを設立[2]。
- 1976年（昭和51年）11月 - 工場・本社を札幌市白石区菊水に新築し移転。
- 1979年（昭和54年）12月 - 工場・本社を札幌市東区東苗穂町に移転。隣接する形で1号店のカウボーイ伏古店を開店、当初は土日限定の営業とした[3]。
- 1985年（昭和60年）
  - 2月 - 株式会社ユーケイサービスを設立。
  - 12月 - 株式会社カントリーフーズを設立。
- 1988年（昭和63年）
  - 10月 - 社名を株式会社カウボーイに変更[3]。カウボーイ厚別店を開店し、同社初の食品以外の品物を取り揃える。
  - 12月 - 株式会社キクチ（後の株式会社ビッグボーイ）の株式を収得。
- 1989年（平成元年）3月 - 本社社屋を札幌市白石区米里に建設し、本社を移転。
- 1991年（平成3年）- 本州1号店を新潟県三条市に出店[3]。
- 1993年（平成5年）10月 - 開業した苫小牧店の中に「カウボーイバーガー」出店[9]。
- 1994年（平成6年）5月 - 日本証券業協会（現在のジャスダック）に株式を店頭登録。この時の資本金は24億5,265万円。
- 1995年（平成7年）
  - 3月 - 株式会社かいせんボーイの株式を収得し、子会社化。株式会社フルーツボーイを設立。
  - 7月 - 株式会社ディベロッパーボーイを設立。
- 1996年（平成8年）
  - 6月 - 更生会社の株式会社本間物産の増資を引き受ける。
  - 8月 - 老朽化の進んでいる伏古、手稲、厚別の3店舗を建て替え、総合ショッピングセンターとして開店。主要店舗の毎日営業を開始。
  - 10月 - 埼玉県の家具専門店、カサトと手を結び家具の発売を開始。
- 1997年（平成9年）
  - 6月1日 - 第一臨床検査センターからホームセンター部門を約21億円で譲り受ける（その後、ビッグボーイに譲渡）。
  - 8月 - 「サハリンカウボーイ」（Sakhalin Cowboy）を設立。
- 1998年（平成10年）4月 - サハリン州ユジノサハリンスク市に1万ルーブルショップを開店。海外初進出。
- 2000年（平成12年）11月23日 - 丸増が経営していた札幌市北区の健康ランド「ビッグシップ」を買収し、「割烹温泉グルメシップ」としてリニューアルオープン（その後売却され、2011年に「じょいくる～ず」に改名。2012年まで営業した後、2013年に解体された[10]）。
- 2002年（平成14年）4月 - 株式会社ビッグボーイ、株式会社トマトボーイ、株式会社かいせんボーイ、株式会社フルーツボーイ、株式会社デベロッパーボーイ、株式会社主婦の店をそれぞれ吸収合併。
- 2003年（平成15年）8月 - ベターウェーブと業務提携し、カウボーイ店内に店内遊園地を開設[11]。
- 2005年（平成17年）3月 - 株式会社ビッグボウルを吸収合併。
- 2007年（平成19年）3月 - 食肉卸部門をナカノフーズに譲渡[1]。
- 2008年（平成20年）
  - 2月29日 - 連結子会社である本間物産の株式を秋田県仙北市に本社を置く株式会社伏見屋（現・伏見屋ホールディングス）に約6億円で売却。
  - 7月25日 - 福岡県を本拠とするトライアルカンパニーと業務提携。既存店舗は10月までに順次「トライアル」に屋号を変更する[広報 2]。
  - 11月1日 - 株券上場廃止基準2条第1項第10号（虚偽記載又は不適正意見等）に該当し、ジャスダック上場廃止。
  - 12月24日 - 第35回定時株主総会開催。代表取締役社長に専務取締役の鶴田信光が就任。
- 2009年（平成21年）
  - 2月19日 - 本社を札幌市白石区米里1条3丁目からメガセンタートライアル伏古店内に移転。
  - 5月20日 - 経営強化のため、代表取締役社長に顧問の牧草光一が就任。鶴田は専務取締役に降格。
  - 6月22日 - 第三者割当増資による新株発行を実施。トライアルの子会社となる[広報 3]。
- 2010年（平成22年）1月21日 - トライアルカンパニーに吸収合併され、解散[広報 4]。

### ナカノフーズ
- 2007年（平成19年） - 初代カウボーイ創業者の中野が食肉加工卸「株式会社ナカノフーズ」を設立。
- 2008年（平成20年）9月5日 - ディスカウントストア「アウトロー」一号店として篠路店を開店。
- 2020年（令和2年）5月20日 - 楽天市場にて食肉ウェブ通販「ナカノフーズ楽天市場店」開始。
- 2021年（令和3年）8月5日 - 札幌市清田区北野にカウボーイの屋号で13年ぶりの新規出店[4][8]。

## 店舗

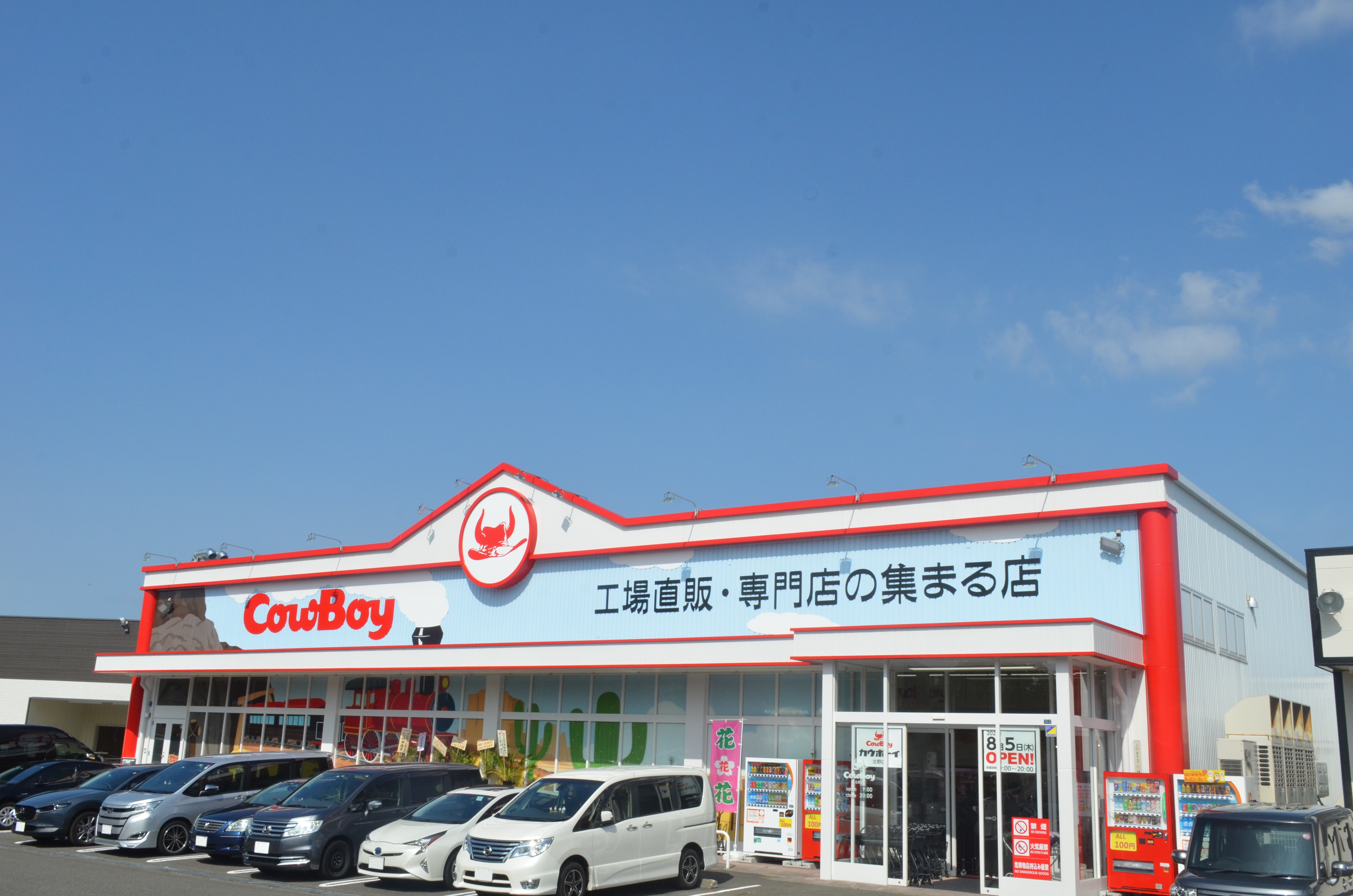
カウボーイ 北野店

- カウボーイ北野店（2021年8月5日 - ）札幌市清田区
再出店一号店。西松屋札幌清田店跡地に居抜き出店[8]。
精肉・ハム・ソーセージ「カウボーイ」や製茶「銘茶 土倉」、海苔・乾物「ホッカン」、パン「シロクマパン」、焼き鳥「串鳥」など15店舗が出店。
- カウボーイ本郷店（2022年12月9日 - ）札幌市白石区
再出店2号店。カウボーイの生みの親である中野晃が社長を務めるアウトロー本郷店からの転換[12]。
テナントは北野店より少ない11店舗。北野店と同じく自社の精肉・ハム・ソーセージ「カウボーイ」をはじめテナントの銘茶土倉・シロクマパンなどが出店している。

## かつて存在した店舗
★は、カウボーイが吸収合併で消滅するまで存続していた店舗を指す。

### 北海道

#### 札幌市

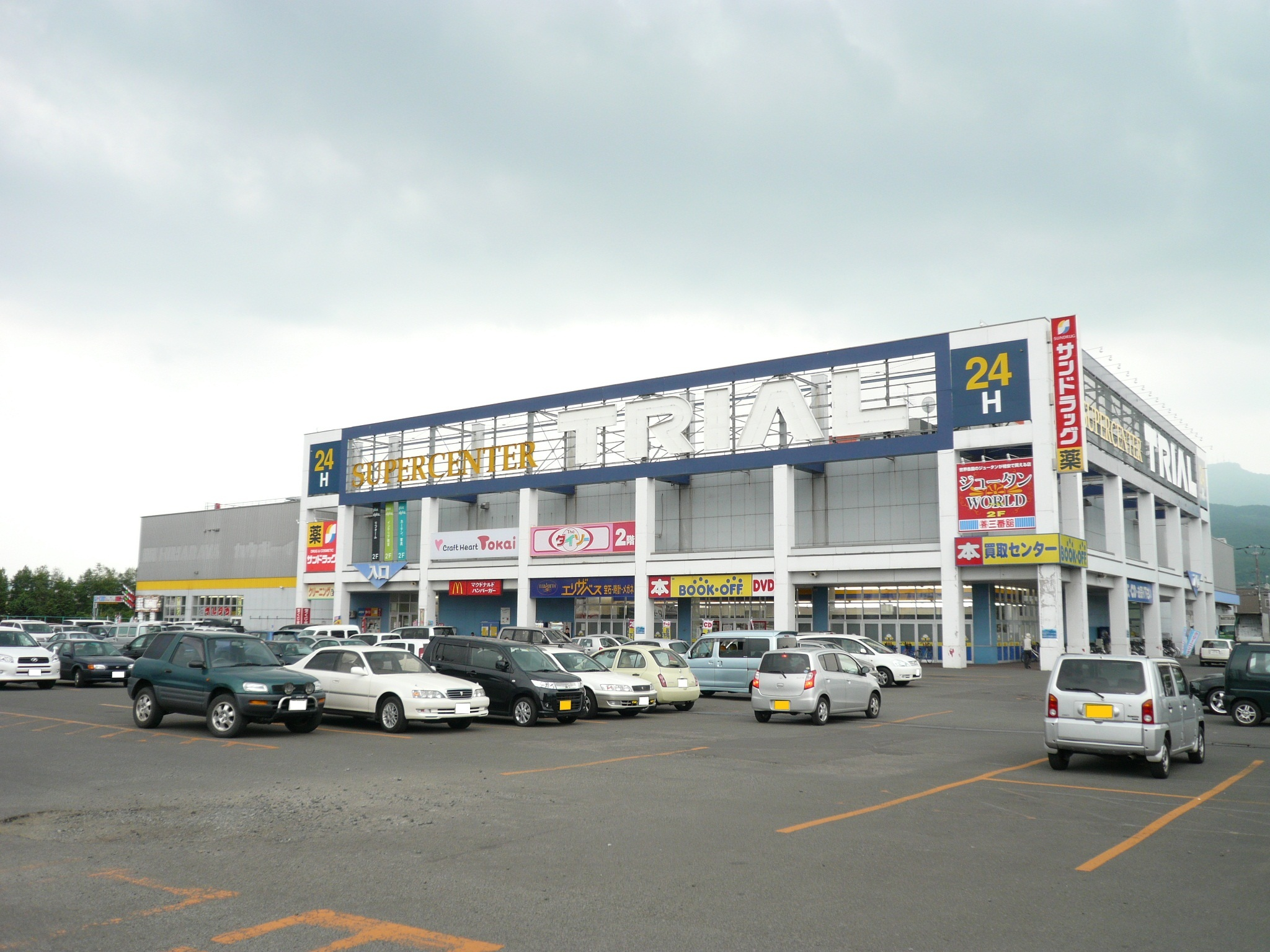
カウボーイ手稲店から転換されたスーパーセンタートライアル手稲店（2011年6月）

- ★カウボーイ厚別店（1988年10月 - 2008年9月28日） 札幌市厚別区厚別西4-2-8-7
  - 2号店。1996年10月3日に建て替えて総合ショッピングセンターとして新装オープン。2008年10月22日にスーパーセンタートライアル厚別店に改称。
- カウボーイ厚別店II（1997年4月 - 2007年） 札幌市厚別区厚別西4-2-8-7
  - 12号店。カウボーイ厚別店の別館として開店した7550m2の店舗で、正式名称は「カウボーイ厚別店第2ブロック」である。トーラスリアルティが所有してドン・キホーテやダイソーなどが入居した。現在は建物が解体されてスーパーセンタートライアル厚別店の駐車場となり、カウボーイ時代の駐車場は売却されて宅地となっている。
- デイリーカウボーイ本郷店、百円市場本郷店（2003年7月31日 - 2008年2月28日） 札幌市白石区本郷通8-南2-15
  - 16号店。東京や首都圏の進出を想定した新業態「デイリーカウボーイ」として開店し、後年に百円市場へ改称されたが百円市場事業の撤退により閉店した。アウトロー本郷店を経て現在は復活店舗2号店のカウボーイ本郷店である。
- ★カウボーイ篠路店（2001年11月 - 2008年10月） 札幌市北区太平12-1-1-1
  - 14号店。旧長崎屋のラパーク篠路跡地に開店した。2008年10月29日にスーパーセンタートライアル篠路店へ改称して2018年8月26日に閉店した。跡地にはMEGAドン・キホーテが2019年3月22日に開店した（この時点で長崎屋はドン・キホーテの傘下だが、同店舗の運営はドン・キホーテが担当）。
- 百円市場琴似店（2006年4月20日 - 2007年12月） 札幌市西区
  - 20号店。ツルハドラッグ琴似店跡地に開店した。
- ★カウボーイ手稲店（1987年8月1日 - 2008年8月31日） 札幌市手稲区前田5-13-3-1
  - 3号店。2370m2の店舗[13]で、2008年9月26日に札幌市内1号店となるスーパーセンタートライアル手稲店に改称した。
- カウボーイ月寒店（2001年12月 - 2008年10月26日） 札幌市豊平区月寒西1-11-3-1
  - 14号店（篠路店と同時開店）。旧イトーヨーカドー月寒店跡地に開店した。売り上げはカウボーイの中で3番目で、トライアルに転換される予定であったが建物所有者と賃貸契約が更新叶わずに閉店した。
  - 建物が解体されたのち、跡地にはサツドラ月寒西1条店が開店している。
  - なおトライアルの月寒地区進出は、当店閉店から11年後の2019年10月23日に、当店より東に約1kmのところにスーパーセンタートライアル月寒店（「ブランチ札幌月寒」内＝月寒グリーンドーム跡地）が開店したことにより実現した。
- 百円市場平岸店（2005年12月1日 - 2008年2月29日） 札幌市豊平区
  - 19号店。百円市場事業の撤退により閉店し、現在はセイコーマートが入っている。
- 百円市場中の島店（2006年4月27日 - 2008年2月29日） 札幌市豊平区
  - 21号店。カウボーイ最後の新規出店で、百円市場事業の撤退により2年経たずに閉店した。
- ★カウボーイ藤野店（1990年6月29日 - 2008年9月28日） 札幌市南区藤野2-4-1-2
  - 4号店。9065m2の店舗で延床面積は20000m2である。初めてショッピングカートを導入した店舗で、開業から3か月で平均月高が3億円に達した[14]。2008年10月22日にスーパーセンタートライアル藤野店に改称して2015年6月28日に閉店した。
  - トライアル閉店後、同所には東光ストア藤野店が移転開業した。
- ★カウボーイ伏古店（1979年12月28日 - 2008年9月28日） 初代店舗 札幌市東区伏古11-4-1-7(現 ツルハドラッグ伏古11条店・みよしの伏古店)、2代目店舗 伏古13-3-21-1
  - 1号店。札幌市民生協新道店の隣に土日のみの営業で開店[15]し、1996年10月に現在地へ移転[16]した。カウボーイ本社が隣接されていたがのちに白石へ移転した。2008年10月22日にメガセンタートライアル伏古店に改称し、初代カウボーイの消滅後もトライアルの北海道本社機能は伏古店2階に置かれている。

#### 札幌市外
- カウボーイ北見店（1992年6月 - 1998年12月）北見市中央三輪5-423-5
  - 5号店。ショッピングセンターメッセ（北見メッセ）内に出店していた。跡地には道東ラルズ（現・道東アークス）が「ビッグハウスメッセ」（現・スーパーアークスメッセ）を出店した。
- カウボーイ滝川店（1994年12月 - 2007年12月31日） 滝川市北滝の川1168-7
  - 8号店。国道12号線沿線のコープさっぽろ跡地に存在した。店舗面積は5252m2。1994年に出店を表明して第一臨床検査センター（現・アインファーマシーズ）と共同出店[17]した。年間売り上げ10億円を目標としたが、市内のダイエー滝川店（現・イオン滝川店）出店などが影響して約7億円に落ち込んだ。不採算店舗の整理により閉店し、現在は建物が解体されて更地である。
- ★カウボーイ恵庭店（カウボーイ恵庭ガーデン）（1998年11月8日 - 2008年8月31日） 恵庭市戸磯391-1
  - 13号店。「恵庭ガーデンプレイス」のコアテナント[3]で新規開店から6日間で13万人が訪れた大型ショッピングセンターである。2008年9月18日にスーパーセンタートライアル恵庭店へ改称して2015年7月5日に閉店した。トライアルの北海道1号店であった。跡地には佐藤木材工業が入居した。
- パル・カウボーイ帯広店、カウボーイ音更店（1994年10月21日 - 1996年） 河東郡音更町
  - ボランタリーチェーンのパルが運営したフランチャイズ店で、ショッピングセンター「ビッグマート」内に出店した。のちに直営のカウボーイ音更店となり1996年夏に閉店した。跡地にテキサス帯広店が入居した。
- ★カウボーイ苫小牧店（1993年10月22日[18] - 2008年8月31日） 苫小牧市糸井132
  - 6号店。7550m2の店舗で正式名称は「苫小牧パワーセンター」。2008年9月24日にスーパーセンタートライアル苫小牧店へ改称。2020年6月7日に移転のため閉店した。
- 浦河カウボーイ、カウボーイ浦河店（1993年11月 - 1995年3月直営化 - 2009年1月27日） 浦河郡浦河町堺町西6-2-13
  - 9号店。1993年5月に契約して11月から丸東青果が運営したフランチャイズ店で、1994年12月にカウボーイが用地と建物を収得した。1995年2月28日に丸東青果へ契約解除通告して3月から直営[19]し、不採算店舗の整理により閉店した。現在は建物は解体されてサッポロドラッグストアー浦河店が開店している。
- ★カウボーイ上磯店（1995年12月1日 -2010年1月21日） 北斗市七重浜7-14-1
  - 10号店。カウボーイの新規開業店舗としては初の毎日営業の店舗で、上磯町（当時）においてダイエー上磯店（現・イオン上磯店）に次ぐ店舗面積となっていた。総工費は45億円[20]、初年度売上目標は40億円で、開店1か月で20億円を売り上げた[21]。2008年10月8日にスーパーセンタートライアル上磯店へ改称した。

### 山形県
- マルホンカウボーイ三川店（2005年11月17日 - 廃業日不明、本間物産に営業譲渡後2025年2月24日に閉店） 東田川郡三川町猪子大堰端349-1
  - 18号店。カウボーイによるマルホン名称の出店とともに本州の出店はこれが最後となった。事業整理により本間物産に営業譲渡した。2025年2月24日に閉店し、28日クスリのアオキへ事業譲渡された。

### 宮城県
- カウボーイ三本木店（1996年6月28日 - 2005年1月、本間物産へ営業譲渡後2011年4月に閉店） 志田郡三本木町南谷地字刈田[22]。
  - 11号店でパワーセンター2号店でもある。SC名称は「三本木ホリディスクエア」。開業当初は、長崎屋が郊外型総合スーパーの研究を目的として当店に出店した[23]。投資額は75億円で初年度に130億円を売り上げた。事業整理で本間物産に営業譲渡してマルホンカウボーイ三本木店になり、東日本大震災を経て閉店した。
- ヤオチュウカウボーイ白石蔵王店（1993年5月28日 - 2005年1月、本間物産に営業譲渡後2025年2月22日に閉店） 白石市大平森合森合沖121
  - 食品スーパーのヤオチュウが運営したフランチャイズ店で同社の東北FC第1号である。1992年9月に「ショッピングタウン白石店」として開店したが、近隣の生協などに客足を奪われ集客力強化に向けてカウボーイとフランチャイズ契約した[24]。事業整理により本間物産に営業譲渡し、マルホンカウボーイ白石店に名称変更して運営していたが、2025年2月22日に閉店し、28日クスリのアオキへ事業譲渡された。
- マルホンカウボーイ角田店（2005年10月7日 - 廃業日不明、本間物産に営業譲渡後2025年2月22日に閉店） 角田市梶賀高畑南121-1
  - 17号店。東北地方での新複合施設の第1号店として開店した。事業整理により本間物産に営業譲渡した。2025年2月22日に閉店し、28日クスリのアオキへ事業譲渡された。

### 新潟県
- カウボーイ燕三条店（1990年12月 - 1995年1月31日） 燕市佐渡5129
  - カウボーイとフーズ事業共同組合が共同で出資して設立した新潟カウボーイが運営した店舗で、フランチャイズ1号店である。カウボーイの経営手法を生かし、土日のみの営業など最小限の経費で廉売に特化した。本家カウボーイと対立して1995年2月1日以降はチャレンジャー燕三条店である。
- カウボーイ上越店（1995年3月 - 2005年1月、本間物産に営業譲渡→閉店） 上越市富岡720-1外
  - 7号店で本州進出1号店として開店した。上越ウイングマーケットセンター内に出店した日本初の本格的なパワーセンターである。事業整理により本間物産に営業譲渡してマルホンカウボーイ上越店になったが2009年1月31日で閉店した。

### ロシア連邦
- 一万ルーブルショップ（1998年4月 - 2007年9月、他会社に売却） サハリン州ユジノサハリンスク
  - 唯一の海外進出店舗でカウボーイが全出資の子会社「サハリンカウボーイ」が運営した。事業整理により他会社へ売却したが現在もカウボーイの名称で運営されている。

## 歴代社長
| 名 前      | 任期            | 経歴                                                         |
| ---------- | --------------- | ------------------------------------------------------------ |
| 中野晃     | 1973年 - 2006年 | カウボーイ創業者、生協元社員                                 |
| 伊藤紀明   | 2006年 - 2007年 | カウボーイ元常務取締役                                       |
| 石原坂多聞 | 2007年 - 2008年 | オオゼキ元社長。カウボーイ元取締役                           |
| 明瀬雅彦   | 2008年          | 北陸銀行元社員、オリックス信託銀行元社員、カウボーイ元副社長 |
| 鶴田信光   | 2008年 - 2009年 | ヒロマルチェーン元取締役、カウボーイ元取締役専務             |
| 牧草光一   | 2008年 - 2010年 | トライアルカンパニー元副社長、カウボーイ元顧問               |

## 旧関連会社
- 主婦の店
- 北海道ガイア、のちに ガイアジャパン
- ドリームハウス（2003年7月 - 2007年10月、千金ワールドに売却） - 札幌で展開した衣料品店で、カウボーイ店内に婦人服専門店「イエローハウス」、衣料品専門店「カウボーイ衣料館」を展開した。2003年7月にカウボーイが買収して完全子会社[25]とした。2007年12月に千金ワールドへ売却するも[26]、2009年8月に千金ワールドが自己破産した。
- ユーケイサービス（2007年8月、カウボーイに吸収合併） - カウボーイグループの施設警備・メンテナンスのほか、1998年11月に葬儀会社三社と業務提携して「てんごくボーイ葬儀共済」を展開した。
- ビッグボーイ（2002年4月、カウボーイに吸収合併） - 酒類を販売した。1996年10月から直営コンビニを三本木店内で運営[27]し、1997年6月1日に第一臨床検査センターからホームセンター事業を約21億円で譲受してリストラされた社員を引き受けた[28]。
- グルメボーイ（2008年2月1日、東和レジスター北都販売に売却） - 当初は焼肉店をチェーン化する目的で設立した子会社[29]で、温泉・ボウリング場・レストラン・ファーストフード事業も展開した。
- かいせんボーイ（1994年10月 - 2002年4月、カウボーイに吸収合併） - カウボーイグループで海産物を販売した海産物ディスカウントストア (DS) である。苫小牧店の生鮮籐のテナント入れ替えを機に1995年2月1日付で子会社化した[30]。
- トマトボーイ（開業日不明 - 2002年4月、カウボーイに吸収合併） - 低農薬野菜を販売するために設立した子会社[31]である。
- フルーツボーイ（1995年3月1日 - 2002年4月、カウボーイに吸収合併） - カウボーイグループで青果物の販売した青果DSで、設立同日に子会社となった「かいせんボーイ」と共に二社をDSとして組み込み食品DSを強化した[32]。
- 車王ボーイ（1996年6月11日 - 1997年、事業撤退） - 自動車販売を目的に設立した子会社[33]で、苫小牧店ほかの店舗を運営したが収益性が見込めずに1年で事業撤退した。
- ディベロッパーボーイ（1995年6月1日 - 2002年4月、カウボーイに吸収合併） - かつては当社がSCの開発を担当したが収益安定により、パワーセンターの開発を行う目的で設立した子会社[34]である。カウボーイグループの不動産事業も担当した。
- やきとりボーイ（1994年4月1日 - 廃業日不明） - やきとり専門店「やきとりボーイ」を運営した子会社で、FCで500店舗を目指したが出店は数店のみ[35]で廃業した
- ペトロボーイ（2005年3月、他会社に売却） - ガソリンスタンド「ペトロボーイ」を展開した。
- サハリンカウボーイ（1997年8月 - 2007年8月、他会社に売却） - ロシア連邦での一万ルーブルショップを運営した。
- エヌエムボーイ、のちに リトルボーイ
- 札幌惣菜（2009年9月30日解散）
- カウボーイ・トレーディング・シンガポール（1995年 - 廃業年不明） - シンガポールの日系企業を買収して子会社とし、食品やガソリンの輸入拠点として活用[36][37]した。
- 東北カウボーイ（1998年7月1日、トマトボーイに吸収合併） - 東北地方に出店の際に設立された子会社で、FC向け経営指導を担当したが、業務は他会社へ移行して消滅した[38]。
- 新潟カウボーイ（1990年 - 1995年1月31日、カウボーイグループから離脱） - カウボーイとフーズ事業協同組合が共同で出資し設立した子会社で、カウボーイのフランチャイズ1号店となった燕三条店は当社が運営した。1993年にカウボーイが本間物産の経営再建の一環で新潟市に「マルホンカウボーイ」の出店を決めたことから、当社は猛反発して提訴した。のちにFC契約の解消を盛り込んで和解が成立し、1995年2月1日付けで社名を株式会社 チャレンジャー本部[39]に変更してグループから離脱[40]した。
- 関西カウボーイ（1996年末 - ?、計画の中止により自然消滅） - カウボーイが関西進出を目的として設立した子会社[41]で、小型の食品スーパーを運営する予定であったが計画は中止されてのちに清算された。
- 本間物産（1993年 - 2008年2月29日、伏見屋に売却） - 1990年10月に約400億円もの負債を抱え倒産した山形地盤の食品スーパーである。当初は、セゾングループが経営再建に協力する予定であったが自社を優先するために破談となり、1993年からカウボーイが経営再建を手掛けた[42]。本間物産はカウボーイの連結子会社となり、2004年に更生手続きを完了させたが、カウボーイの経営難から2008年に伏見屋[43]に株式が売却され、同社の子会社となった。